# Bombus
Bombus és un gènere d'himenòpters de la família dels àpids, coneguts popularment com a borinots. Tenen el cos pelut i un color semblant al de les abelles per tal d'alertar els depredadors de la seva perillositat però, malgrat que els borinots també tenen fibló habitualment no l'utilitzen.

## Noms comuns
Les espècies del gènere Bombus es coneixen vulgarment com a borinots o abellots/abegots i bom(b)irons/bumerons/bumbirons al País Valencià, matabous a Menorca (Bombus hortorum) (vegeu Borinot (zoologia)).

## Història natural
Són insectes socials, però les seves colònies són menys nombroses que les de les abelles (al voltant de 50 individus) i encara que fan mel, no n'emmagatzemen en tanta quantitat, ja que només la femella, que serà la fundadora d'una nova colònia a la primavera, arriba a passar l'hivern. Són molts bons pol·linitzadors de tota mena de plantes silvestres i conreades i s'utilitzen, per exemple, per pol·linitzar tomaqueres en hivernacles. Poden volar amb temperatures més baixes que les abelles i fins i tot amb una lleugera pluja, ja que tenen un mecanisme especial de control de temperatura del cos.
L'espècie B. hyperboreus, de l'Àrtida, és l'insecte eusocial que viu més al nord.

## Taxonomia

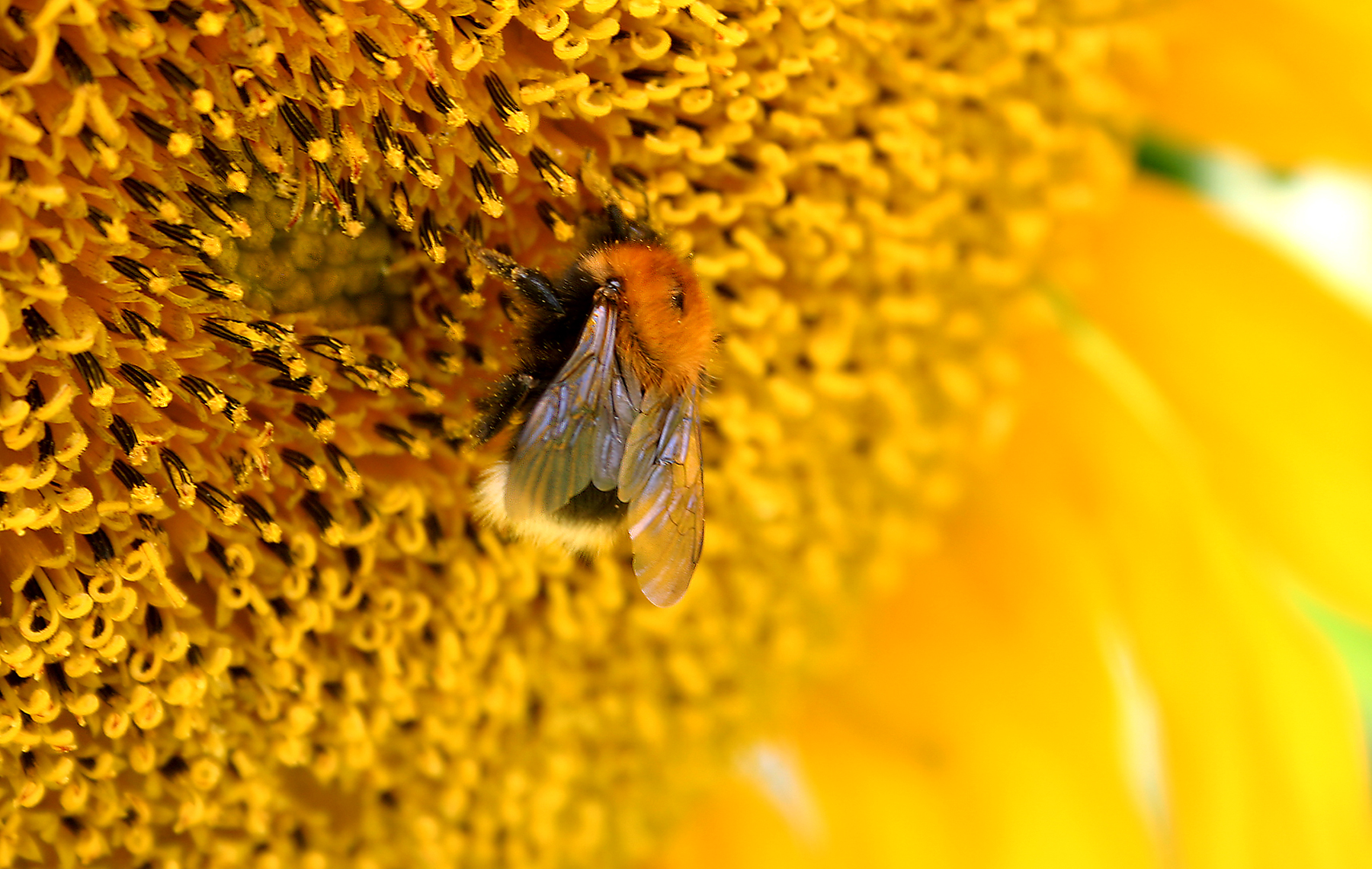
Borinot recollint pol·len d'un gira-sol.

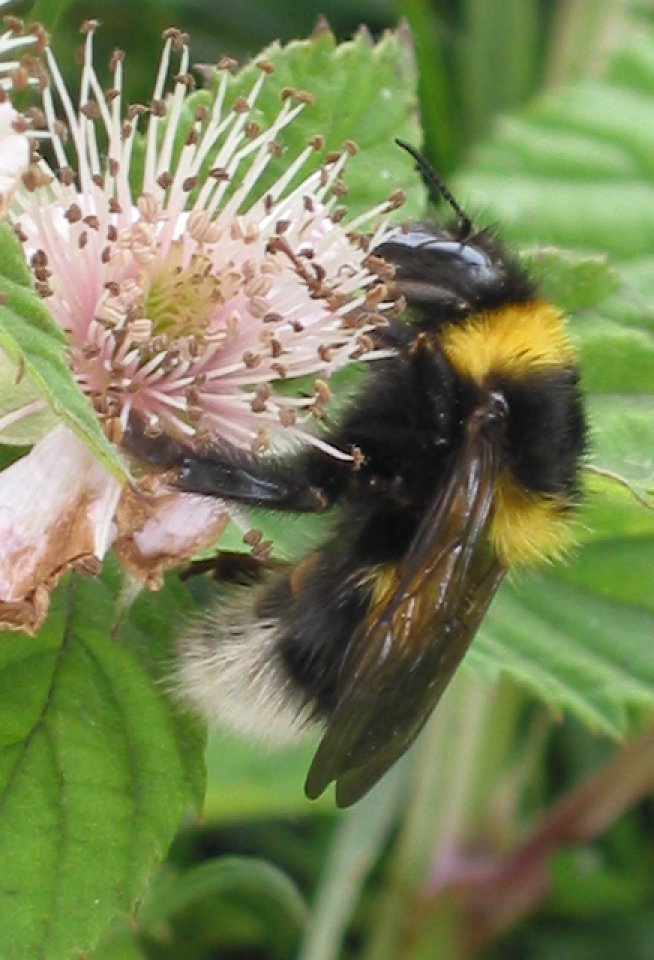
Reina de borinot de jardí.

- Bombus hortorum
- Bombus ruderatus
- Bombus cullumanus
- Bombus subterraneus
- Bombus distinguendus
- Bombus sylvarum
- Bombus terrestris
- Bombus affinis
- Bombus bimaculatus
- Bombus borealis
- Bombus griseocollis
- Bombus fervidus
- Bombus flavifrons
- Bombus impatiens
- Bombus insularis
- Bombus lucorum
- Bombus lapidarius
- Bombus monticola
- Bombus pascuorum
- Bombus pensylvanicus
- Bombus perplexus
- Bombus polaris
- Bombus pratorum
- Bombus rufocinctus
- Bombus ternarius
- Bombus sylvicola
- Bombus vagans
- Bombus occidentalis
- Bombus appositus
- Bombus bifarius
- Bombus kirbyellis
- Bombus fridgidus